# Forte del Colle delle Finestre
Il Forte del Colle delle Finestre è un forte militare che venne edificato al riparo della parete rocciosa che sovrasta il Colle delle Finestre nel comune di Meana di Susa come opera di appoggio agli altri forti della Piazzaforte di Fenestrelle e dell'Asietta. La sua posizione defilata lo proteggeva completamente alla vista dal lato della Val Chisone e, nel contempo, permettave ai suoi 2 cannoni da 57 mm Gruson a scomparsa di operare. Il forte era ed è comodamente raggiungibile coi mezzi motorizzati tramite la strada militare del Colle delle Finestre che lo collega ai fondovalle ed agli altri forti della zona.

## Struttura

Planimetria del forte

Il forte venne edificato a lato dello spalto della collina sovrastante il Colle delle Finestre, a picco sopra la sottostante strada militare del Colle delle Finestre, e constava di un edificio a pianta rettangolare in muratura di pietra con una sola facciata in quanto addossato alla parete rocciosa e con volta originariamente in terra ma, successivamente, ricoperta da una calotta in calcestruzzo per resistere agli eventuali attacchi diretti. L'edificio era a 2 piani ed una caponiera sporgente che veniva utilizzata per la difesa ravvicinata del forte, e la volta del secondo piano era composta da particolari archi in muratura mentre il soffitto del primo piano era in legno.
Dal forte si dipartiva una galleria scavata nella roccia retrostante e che conduceva ai locali dei magazzini, di comando ed ai 2 pozzi scavati anch'essi nella roccia e che erano gli alloggiamenti dei 2 cannoni.
Peculiarità del forte era il ponte levatoio a scomparsa per l'accesso, di forma ad angolo retto, che si alloggiava su un avancorpo fisso ancorato alla strada di accesso al forte e che permetteva di oltrepassare il precipizio sottostante l'ingresso del forte.
Al forte erano impiegati, come dotazione normale, 130 uomini di cui alcuni impegnati come artiglieri per i 2 cannoni, altri per il normale funzionamento del forte ed altri ancora come fucilieri e mitraglieri.

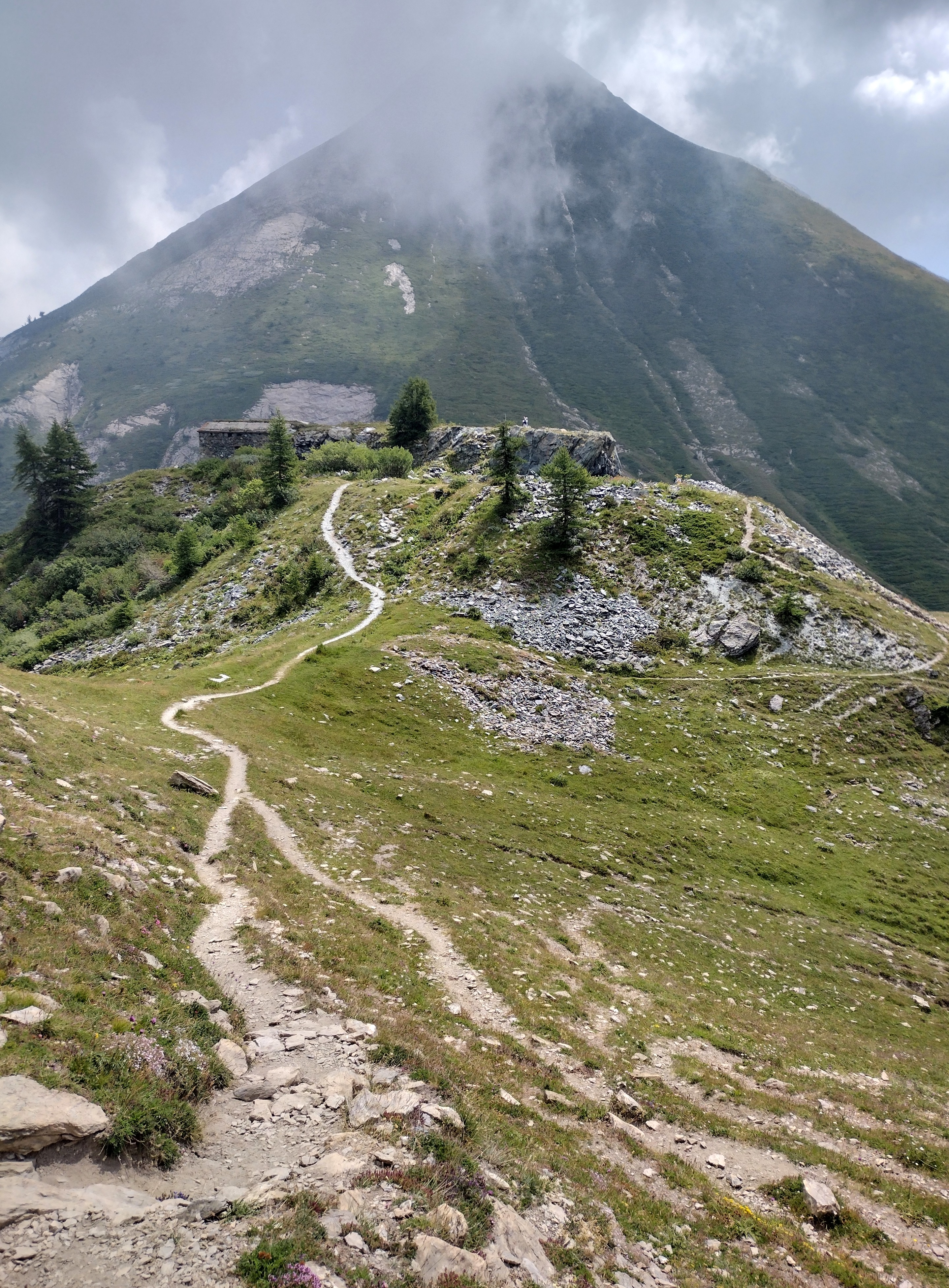
Il forte visto da ovest

Il forte era dotato di 2 cannoni da 57 mm Gruson a scomparsa (come quelli del forte Bramafam di Bardonecchia) montati a pozzo nei 2 buchi appositamente siti sullo spalto della collina rocciosa oltre il tetto della costruzione. I cannoni erano protetti da torrette corazzate che, in caso di non utilizzo delle armi, venivano abbassate grazie ad un sistema di pesi e contropesi, facendole così completamente sparire alla vista.
Arrivando dalla strada militare vi era, nei pressi dell'attuale parcheggio sito in corrispondenza del Colle delle Finestre, la postazione della batteria occasionale del forte che, in caso di necessità, poteva venir installata in barbetta per controllare le strade militari sottostanti da entrambi i versanti del colle. La batteria occasionale occupava il sito di una ridotta settecentesca distrutta dall'esercito francese nel 1797 (e di cui restano ancora delle tracce di trincee e muretti a secco).

## Il forte oggi

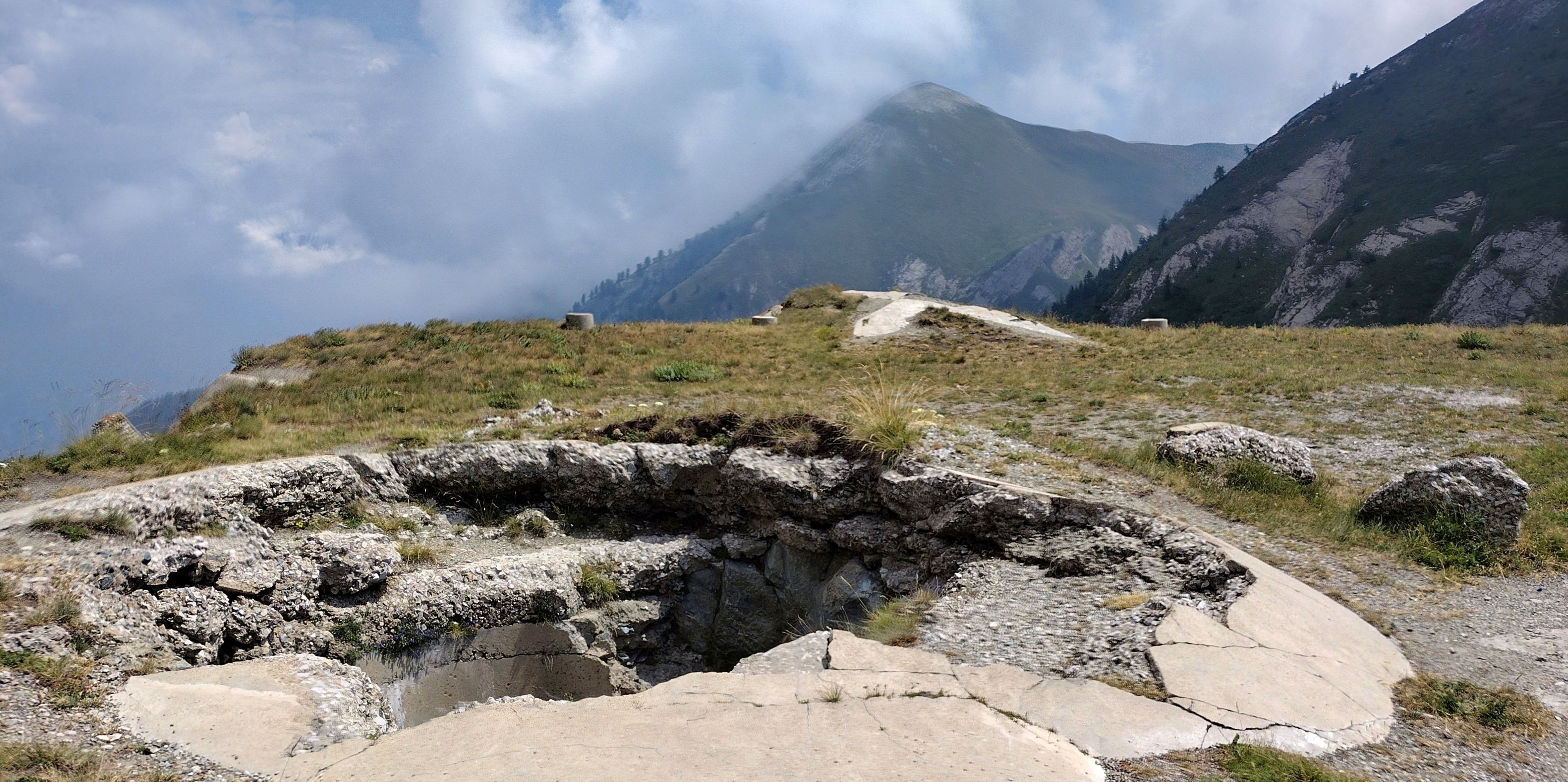
La copertura del forte nel 2022

Il forte venne utilizzato solo per alcun anni dalla sua costruzione e, come tutti i forti della zona, venne privato dell'armamento nel corso della prima guerra mondiale in quanto i cannoni e le mitragliatrici vennero portati sul fronte orientale italiano. Dopo il primo conflitto mondiale il forte non venne più riarmato e nel 1928 venne definitivamente dismesso. Il forte non venne inserito all'interno delle fortificazioni del Vallo alpino occidentale in quanto troppo distante dai confini del Regno e non venne quindi nemmeno utilizzato nella seconda guerra mondiale.
Attualmente è in cattive condizioni di conservazione. Il ponte levatoio ed il suo avancorpo sono scomparsi e quindi l'ingresso avviene attraverso delle brecce nel muro esterno. Il corridoio del piano terra è libero e le varie stanze sono visitabili. Al contrario, il pavimento del secondo piano è stato completamente asportato.
Sul tetto, a cui si giunge tramite un sentiero sul fianco del forte, si vedono ancora chiaramente le due sedi in cui erano alloggiati i cannoni attraverso le quali si può accedere, tramite la galleria sotterranea nella roccia, al corpo del forte.